# 1 O'Connell Street
Le 1 O'Connell Street est un gratte-ciel de 166 mètres de hauteur construit à Sydney en Australie en 1991. 
Il abrite des bureaux sur 36 étages.
L'architecte est l'agence Peddle Thorp & Walker Pty. Ltd.